# Beau Geste (pel·lícula de 1939)
 Beau Geste és una pel·lícula estatunidenca de William A. Wellman, estrenada el 1939. És una adaptació de la novel·la homònima de Percival Christopher Wren de 1924.

## Argument
'Beau', John i Digby Geste són tres germans inseparables adoptats per la rica Lady Brandon. La desaparició sobtada del seu safir, el 'Blue Water', empeny els germans a fugir de la casa. Es troben a la Legió estrangera, on s'enfronten tant al seu sergent sàdic com als rebels àrabs...

## Repartiment
- Gary Cooper: Michael 'Beau' Geste
- Ray Milland: John Geste
- Robert Preston: Digby Geste
- Brian Donlevy: Sergent Markoff
- Susan Hayward: Isobel Rivers
- J. Carrol Naish: Rasinoff
- Albert Dekker: Legionari Schwartz
- Broderick Crawford: Hank Miller
- Charles Barton: Buddy McMonigal
- James Stephenson: Henri de Beaujolais
- Heather Thatcher: Lady Patricia Brandon

I, entre els actors que no surten als crèdits :
- Nestor Paiva: Caporal Golas
- George Regas: Guia àrab

## Nominacions
1940 	
- Oscar al millor actor secundari per Brian Donlevy
- Oscar a la millor direcció artística per Hans Dreier i Robert Odell

## Rebuda
És la millor de les adaptacions de les novel·les de Percival Christopher Wren. Destaca per estar rodat en flashback i tornar a explicar el principi de la narració al final del film des d'un punt de vista diferent.
El 1966 es va rodar una poc atractiva versió en color dirigida per Douglas Heyes.